# 金殿拒婚
《金殿拒婚》又名《宋弘拒婚》、《宋弘抗婚》，为一個越剧剧目，属於新编历史故事剧。於1985年由沈祖安为创作顾问，陈宝康、郁天民改编李存志所写的南路丝弦剧作《糟糠情》而成。陈书君率领浙江富阳越剧团（后名为杭州越剧三团）领衔首演，获得成功，此剧遂成陈书君的代表作之一。此后此劇亦被各大剧团搬演，其中福建芳华越剧团以《宋弘传奇》、豫剧以《金殿抗婚》为名搬演此剧目。

## 剧情
大司空宋弘在辅佐东汉光武帝刘秀登基后，针对当时的情况，执行刘秀“释奴返庶，复兴农桑”的措施，并将皇亲国戚和当朝诸豪强一视同仁，皆作为这一国策适用对象，这就触犯了他们的利益。国舅郭况偕同其姐皇后郭圣通，在皇姐刘凰（湖阳公主劉黃）宫中挑拨离间，促使湖阳公主出头反对宋弘。刘凰正在恼怒之时，正逢宋弘进宫劝谏，两人言辞不合，刘凰拔剑欲砍，不料宋弘不畏权势不惧生死，以国家民众为先侃侃而谈，刘凰先惊于宋弘之儒雅风范，更感于其耿直忠义之品性，倾心爱慕，写藏头诗向宋弘求婚。怎奈，宋弘已有妻房，亦藏头和诗以拒之。刘凰见藏头之词为“不敢相从”而非“不愿相从”，认为尚有回旋余地，遂将此事告之郭皇后。郭皇后姐弟又生一计，意欲促使宋弘答应婚事，使其也成为皇亲国戚，以达到“官官相护”的目的。郭皇后将此事告知刘秀，郭况更是自愿为媒，前往宋弘府邸说和。
适逢中秋，宋弘与夫人家宴。宋弘之妻郑夫人因未能生育而郁郁寡欢，宋弘以“宋氏一门何足论”安慰，并言“连年战乱烽火频，多少孤雌失双亲，我与夫人同宿愿，共操天下父母心”，解除了夫人的心病。此时郭况前来做媒，宋弘坚决谢绝，郭况以己度人，反以为宋弘只是碍于清议，没有圣命作借口故而不便允婚，遂回宫禀明刘秀，促其赐婚。刘秀令皇后陪伴皇姐坐于屏风之后，召宋弘入宫，亲自赐婚，不料宋弘守义重情，不慕富贵，婉言谢绝。刘秀赐婚不成甚是懊丧。
郭皇后姐弟再生一计，将此事广为传播，令朝野上下皆知内情。刘凰、刘秀姐弟因此而分外难堪，无法下台。刘秀迫于无奈，强行下旨指婚，不料宋弘不畏权势，忠言直谏，竟然在金殿之上抗旨拒婚。刘秀虽是一位开明皇帝，可他为长姐择偶心切，加上郭皇后姐弟从旁挑唆，使他恼羞成怒，下旨将宋弘问斩。湖阳公主惊闻凶讯，不顾公主体面，亲赴法场劝宋弘回心转意，又被宋弘婉言拒绝。此时，宋弘的结发之妻郑夫人也赶到法场，情愿以一死来救丈夫的性命。骄横一世的湖阳公主，被宋弘夫妇的高尚情操所感动，更是认出宋弘的糟糠之妻，就是当年自己与弟弟刘秀落难之时的救命恩人贫女郑三姐，决定上殿求刘秀恩赦宋弘。
在金殿上，刘秀得知找到恩人，欣喜万分，宣郑三姐上殿，询问之下方才得知，其即为宋弘之夫人。刘秀责己轻信内戚谗言，当即下旨赦回宋弘，并革去郭况官职，训斥郭皇后教弟不严，并意欲封宋弘为王，并下罪己诏。宋弘以异姓不封王的旧例阻止了刘秀，并认为“责己一人无大用”，而应当“为民立法树国风”，刘秀欣然允诺。宋弘之名言“贫贱之交不可忘，糟糠之妻不下堂”也因此而成为恪守信义、崇尚节操的警句，流传至今。

## 演出历史

### 1985年
- 4月26日至29日，陈书君率富阳越剧团主演该剧于北京长安戏院。[2]
- 5月1日至5月3日，陈书君主演该剧于北京圆恩寺影剧院。[3]
- 5月6日至7日，陈书君主演该剧于北京大众剧场。[3]
- 5月31日起至6月7日，陈书君主演该剧于南京中华剧场。[4]
- 6月15日起，陈书君主演该剧于武汉、镇江、苏州等地，6月20日至23日，主演该剧于汉口人民剧院。[5]
- 8月23日至25日，陈书君主演该剧参加由市文化局和市文联主办之“1985年杭州市戏剧创作剧目调演”，后因演出深受欢迎又续演两天。[6]
- 9月1日至15日，陈书君主演该剧于上海中国剧场；9月16日至30日，主演该剧于上海群众影剧院。[7]
- 10月，陈书君主演该剧于苏州吴江等地。[8]
- 11月6日至16日，陈书君主演该剧于上海延安剧场。[9][10]
- 12月1日至4日，陈书君主演该剧于上海五星剧场。[11]

### 1986年
- 1月，陈书君参加浙江省二届戏剧节评奖，其主演之《金殿拒婚》获演出奖、剧本三等奖、导演二等奖、作曲二等奖、舞美设计二等奖。 其中陈书君获演出一等奖。[12]
- 2月，陈书君率团在富阳各区巡回演出该剧。[13]
- 9月，陈书君主演该剧于上饶信江。[14]
- 10月，主演该剧于南昌。[15]

### 1987年
- 2月，陈书君参与富阳县首届优秀文艺奖评奖，以《金殿拒婚》获得表演一等奖。[16]

### 1988年
- 陈书君以该剧第一场折子戏获得浙江省文化厅、省电视台主办的“中年演员精英大奖赛”最佳表演奖。[17]

### 1989年
- 1月，陈书君主演该剧于蛇口、深圳、广州等地。[18]